# イエスタデイズ (イエスのアルバム)
『イエスタデイズ』（Yesterdays）は、イングランドのプログレッシブ・ロック・バンド、イエスが1975年に発表したコンピレーション・アルバム。1作目と2作目のアルバムに収録された6曲と、オリジナル・アルバムには収録されていなかった2曲が収録された。

## 解説

### 経緯
イエスは1974年11月にアルバム『リレイヤー』を発表した後、グループの活動を一時停止してメンバー全員がソロ・アルバムの制作を開始した。そこでアトランティック・レコードは、メンバーが再結集して次作を制作発表するまでの空白期間を埋める為に本作を編集して、イギリスでは1975年3月14日に発表した。

### 内容
全8曲の収録曲のうち、「アメリカ」を除く7曲はオリジナル・メンバーによって録音された。
「ルッキング・アラウンド」と「サヴァイヴァル」は1969年に発表された1作目のアルバム『イエス・ファースト・アルバム』の収録曲。「時間と言葉」、「スウィート・ドリームス」、「ゼン」、「星を旅する人」は1970年に発表された2作目のアルバム『時間と言葉』の収録曲。「ディア・ファーザー」はイギリスで1970年にシングル発売された「スウィート・ドリームス」のB面に収録されたアルバム未収録曲。
「アメリカ」は、サイモン&ガーファンクルがアルバム『ブックエンド』（1968年）に発表した曲のカバー。彼等はスティーブ・ハウとリック・ウェイクマンをメンバーに迎えた後、アトランティック・レコードのオムニバス・アルバム『ザ・ニュー・エイジ・オブ・アトランティック』の為に、この曲を1972年の初めに録音した。同年、4分程度に編集された短縮版がシングルとして発表された。また、この曲をスタジオで演奏をしている模様がプロモーション・フィルムとして撮影された。
ジャケット・デザインはロジャー・ディーンによる。彼は1971年のアルバム『こわれもの』以来、イエスのアルバムのジャケット・デザインを担当してきたが、本作が発表された後、1980年の『ドラマ』まで彼等との活動を止めた。

## 収録曲
A面
1. アメリカ - "America" 10:30
2. ルッキング・アラウンド - "Looking Around" 4:00
3. 時間と言葉 - "Time and a Word" 4:32
4. スウィート・ドリームス - "Sweet Dreams" 3:50

B面
1. ゼン - "Then" 5:45
2. サヴァイヴァル - "Survival" 6:20
3. 星を旅する人 - "Astral Traveller" 5:53
4. ディア・ファーザー - "Dear Father" 4:21

## レコーディング・メンバー
- ジョン・アンダーソン – ボーカル
- ピーター・バンクス – ギター ※「アメリカ」を除く。
- スティーヴ・ハウ – ギター ※「アメリカ」のみ。
- クリス・スクワイア – ベース、ボーカル
- トニー・ケイ – キーボード ※「アメリカ」を除く。
- リック・ウェイクマン – キーボード ※「アメリカ」のみ。
- ビル・ブルーフォード – ドラムス、パーカッション